# Bois-l'Évêque

Bois-l'Évêque este o comună în departamentul Seine-Maritime, Franța. În 1 ianuarie 2022 avea o populație de 616 de locuitori.